# Zahle - Maalaka
Zahlé - Maalaka è un comune (municipalité) del Libano situato nel distretto di Zahle, governatorato della Beqā.